# Millburn (Whiskybrennerei)
Millburn war eine Whiskybrennerei in Inverness, Inverness-shire, Schottland.

## Geschichte
Die Brennerei Millburn wurde 1805 in Inverness gegründet. Über die frühe Geschichte der Brennerei ist wenig bekannt. Im Jahre 1876 wurden die Gebäude renoviert und die Brennerei 1892 an Haig &Co verkauft. Booth's Distillery Ltd. kauften die Brennerei 1921 und sie wurde nach einem Brand 1922 umfassend renoviert. 1937 wurde sie von Distillers Company Ltd. (DCL) übernommen und ging 1943 in den Besitz von deren Tochtergesellschaft Scottish Malt Distillers (SMD) über. Der Betrieb fiel dem Destilleriesterben der achtziger Jahre zum Opfer und wurde 1985 stillgelegt, weil es an Raum für eine Erweiterung fehlte. Das Gelände wurde 1988 verkauft und die Gebäude teilweise abgerissen und umgebaut. Heute ist dort ein Restaurant beheimatet.

## Produktion
Das benötigte Wasser stammt aus dem Loch Duntelchaig. Gebrannt wurde mittels je einer Grobbrandblase (Wash Still) und Feinbrandblase (Spirit Still).

## Abfüllungen
Die erzeugten Brände waren ein bedeutender Bestandteil des Vatted Malts Mill Burn. Es sind jedoch auch Single-Malt-Abfüllung vorhanden, heutzutage sind sie in der Rare Malt Series erhältlich. Es existieren auch Abfüllungen unabhängiger Abfüller.